# Labuntsovite-Fe
La labuntsovite-Fe è un minerale appartenente al gruppo della labuntsovite.